# Anne Kleibrink
Pour les articles homonymes, voir Sauer.
Anne Kleibrink, née Sauer le 1er avril 1991 à Miltenberg, est une escrimeuse allemande pratiquant le fleuret. Elle est quintuple championne d'Allemagne et triple médaillée de bronze par équipes aux championnats d'Europe.

## Carrière
Sauer se fait remarquer à partir de la saison de Coupe du monde d'escrime 2017-2018 avec deux podiums à Katowice et au Grand Prix d'Anaheim. Elle gagne son premier tournoi de coupe du monde à Belgrade en avril 2022 en dominant d'une touche sa compatriote Leonie Ebert (15-14), après avoir éliminé la championne olympique Lee Kiefer en demi-finale (15-10). C'est encore à la touche décisive qu'elle gagne le Grand prix de Shanghai 2023 face à Martina Batini (15-14). Parmi ses victoires du jour figurent aussi Sera Azuma et Ysaora Thibus, expédiées sur les scores de 15-4 et 15-5 respectivement.
Elle a fait partie de l'équipe d'Allemagne médaillée de bronze à trois reprises aux championnats d'Europe en 2017, 2022 et 2023. En 2017, les Allemandes bénéficient de l'élimination prématurée de l'équipe de France par la Hongrie pour gagner la petite finale contre ces mêmes Hongroises. En 2022 et 2023, l'Allemagne bénéficie du bannissement des sportifs russes pour remporter deux médailles consécutives contre la Hongrie puis la Pologne, mais sans parvenir à troubler la domination italienne et française. 
Par trois reprises, Sauer a vu son parcours aux championnats d'Europe stoppé en quart de finale, à une marche du podium : en 2014 contre Elisa Di Francisca (10-15),  en 2018 contre Arianna Errigo (11-15) et en 2022 contre Alice Volpi (10-11). Elle a connu deux fois la même déception aux championnats du monde, en 2017 contre Ysaora Thibus (8-15) et en 2023 contre Lee Kiefer (7-15).

## Palmarès
- Championnats d'Europe
  -  Médaille de bronze par équipes aux Jeux européens de 2023 à Cracovie
  -  Médaille de bronze par équipes aux championnats d'Europe d'escrime 2022 à Antalya
  -  Médaille de bronze par équipes aux championnats d'Europe d'escrime 2017 à Tbilissi

## Classement en fin de saison
| Année | 2009 | 2010 | 2011 | 2012 | 2013 | 2014 | 2015 | 2016 | 2017 | 2018 | 2019 | 2020 | 2021 | 2022 | 2023 |
| ----- | ---- | ---- | ---- | ---- | ---- | ---- | ---- | ---- | ---- | ---- | ---- | ---- | ---- | ---- | ---- |
| Rang  | 223  | 127  | 99   | 249  | 64   | 26   | 37   | 53   | 27   | 13   | 41   | 33   | 49   | 8    | 7    |